# Кирнарский, Марк Абрамович
Марк Абрамович (Меер-Вольф Авраамович) Кирнарский (8 июня 1893, Погар, Черниговская губерния — 1942, Ленинград) — советский художник-график, иллюстратор.

## Биография
Марк Кирнарский родился в городе Погар Черниговской губернии, 8 июня 1893 года, в семье купца Абрама Мееровича Кирнарского. В 1912—1913 годах учился в Высшей специальной архитектурной школе в Париже; затем — в Петроградской Академии художеств, у И. А. Фомина (1917—1919). Позже учился в Украинской Академии художеств в Киеве у Г. И. Нарбута (1919—1922).
Впервые выставлет свои работы на Осенней выставке Украинской Академии художеств (Киев, 1921). В 1923 году выставлялся на Выставке картин петроградских художников всех направлений. В 1924 году становится членом «Общины художников».
С 1924 года Марк Кирнарский работает как мастер художественного шрифта. С 1920-х гг. оформлял и иллюстрировал книги для Издательства писателей в Ленинграде, Госиздата РСФСР, издательства «Время». Кирнарский относился к представителям так называемой «ленинградской школы книжной графики», отличавшейся чертами высококультурного, последовательно и логично проработанного до мелочей стиля. Кирнарский был мастером обложки, в оформлении которой отдавал предпочтение плоскостно-декоративному принципу с симметричной композицией и разного рода обрамлениями в духе неоклассических традиций художников «Мира искусства». В 1930-х гг. занимался также типографикой, преимущественно в декоративистской её интерпретации.
В 1925 г. участвует в Государственном конкурсе на оформление сочинений В. И. Ленина.
В 1927 г. принимал участие в выставке «Искусство книги» в Лейпциге.
В 1929 г. принимал участие в Пятой международной выставке художественных книжных знаков в Лос-Анджелесе, Калифорния.
В 1931 г. принимал участие в выставке «Искусство книги» в Париже.
В 1938 г. в ЛССХ прошла персональная выставка М. Кирнарского и его творческий вечер.
Погиб во время блокады Ленинграда, в марте 1942 г.

## Книги, в оформлении которых участвовал М. А. Кирнарский
- Ахматова А. Из шести книг. Л. Советский писатель. 1940.
- Бернер Н. Осень мира. Стихи. Киев. 1922. 30 с. Тираж 1000 экз. (Обложка и марка)
- Браун Н. Действие словом. Избранные стихи. Л.-М. ГИХЛ. 1932. 52 с (Обложка).
- Браун Н. Мюнхен. Л. Изд-во писателей в Ленинграде. 1933. 70 с.
- Браун Н. Новый круг. Стихи. Л. Прибой. 1928. 96 с (Обложка).
- Браун Н. Стихотворения. Изд-во писателей в Ленинграде. 1933.
- Вагинов К. Опыты соединения слов посредством ритма. Л. Изд-во писателей в Ленинграде. 1931. 74 с. Тираж 1200 экз. (Переплет).
- Волькенштейн В. Театр. Трагедии. Пг. Жизнь искусства. 1923. 344 с. (Обложка).
- Герасимов М. Железное цветенье. Кн.1. М.-Пг. Гиз. 1923. 132 с. (Обложка).
- Гитович А., Прокофьев А. Салют. Л. Изд-во писателей в Ленинграде. 1932. 42 с.
- Глушков М. Taedium vitae. Стихи. Киев. 1922. 30 с 1000 экз. (Обложка и марка).
- Гомес де ла Серна, Рамон Необыкновенный доктор. Роман. - Л: Новинки всемирной литературы, 1927 - 264 с., ил. Тираж: 4000 экз. (Обложка).
- Заболоцкий Н. Столбцы. Л. Изд-во писателей в Ленинграде. 1929. 72 с. Тираж 1200 экз. (Обложка).
- Инге Ю. Город на Балтике. Л. Советский писатель. 1940. 68 с.
- Конан-Дойль, А. В страну чудес. 1927. Л. Прибой. 132 с. (Обложка)
- Ленинград: Путеводитель. История. Экономика. Прогулки по городу. Музеи. Справочник. М.; Л. : Огиз. Гос. соц.-экон. изд., 1931. — 516 с., 5 вкл. л. план: ил. . Тираж 20000 экз.
- Ленинград. Путеводитель. В 2-х тт. М.; Л., 1933. 455 + 634 с. Тираж 10000 экз. (Переплет, форзац и макеты титулов).
- Ольгин М. Враги Изд-во Жизнь и знание . 1930 . 130 с . Тираж 5000 экз. (Обложка).
- Пастернак Б. Стихотворения : В одном томе. Ленинград : Изд-во писателей, [1933]. (Переплет и суперобложка).
- Шагинян М. С. Гидроцентраль. Л. Изд-во писателей в Ленинграде. 1931. (Обложка).
- Шагинян М. С. Дневники. 1917—1931. Л. Изд-во писателей в Ленинграде. 1932. (Суперобложка и переплет).
- Шагинян М. С. Избранные рассказы. Л. Прибой. 1929. (Обложка).
- Шагинян М. С. Кик. Роман-комплекс. Л. Прибой. 1929. 216 с (Обложка).
- Шванвич Б. Н. Насекомые и цветы в их взаимоотношениях. - М-Л: Государственное издательство, 1926 - 116 с., ил. Тираж: 3000 экз. (Обложка).
- Эредиа Х.-М. Трофеи. Л. ГИЗ,1925. 207 с. (Обложка, а все внутренние гравюры, за исключением обложки, сделал Г. С. Верейский)
- Эренбург И. Виза времени. Л., Изд. писателей в Ленинграде, 1933. Тираж 10 500. (Переплет, суперобложка).
- Эренбург И. Затянувшаяся развязка. Советский писатель, 1934. Тираж 10 500. (Переплет, суперобложка).
- Модзалевский Б. Л. Роман декабриста Каховского. Л. 1926.(Обложка)
- Воинов В. Русский издательский знак. Пг: Издание графических мастерских Академического издательства. 1924 (Обложка)
- Доссон Скотт Случайность. Л: Время, 1927. (Обложка)
- Бэссак Е. Игры для уроков физической культуры. описание 166 игр. Л. Время. 1929. тираж 4125 (Обложка).
- Ромэн Роллан. Собрание сочинений в 20-ти томах. Кооперативное издательство Время. Ленинград. 1930-1936 гг. Тираж 5000 экз. (Переплет, супер-обложка, форзац и книжные украшения).